# Акародерматит
Акародерматит (Acarodermatitis, Acarine dermatitis) — акариаз кожи, связанный с укусами клещей или аллергией на них.

## Этиология
Причиной акариазов могут быть различные клещи: семейства Sarcoptiformes, вызывающие чесотку у животных и птиц, растительные клещи, паразитирующие чаще на злаковых; гамазовые, паразитирующие на грызунах и птицах; пастбищные, живущие в траве, клещи семейства Cheyletiella Jasguri, гнездящиеся в старой мебели; клещи семейства Dermatophagoides, а также Tyrophagus Longior, Acarus siro, находящиеся в обуви и т. д.
Зооантропофильные клещи, обитающие у домашних животных (мыши, крысы, собаки, лошади), птиц (голуби, куры) или на растениях и злаках, вызывают у человека сильный зуд, но не проникают в роговой слой эпидермиса и не образуют чесоточных ходов. На месте укусов через 10-12 ч появляются уртикарные или лихеноидные элементы с центральной геморрагической корочкой. Сыпь чаще асимметричная и сосредоточена в местах контакта с животными или зерном.

## Клиническая картина
Возникают обильные эритематозные, уртикарные, папулёзные, геморрагические высыпания, сопровождающиеся зудом. Нередко присоединяется вторичная инфекция, может развиться лимфаденит. Несмотря на то, что клиническая картина акародерматитов, вызываемых различными клещами, сходна, всё же имеются некоторые различия. Так, при попадании на кожу злаковых клещей, преобладает уртикарная реакция, при укусе пастбищных клещей высыпания чаще носят характер мигрирующей эритемы, при укусе мебельных клещей сыпь соответствует узловатой почесухе, а от контакта с обувными клещами возникает дерматит стоп и голеней.

## Гистопатология
При акародерматитах наблюдается отёк верхней части дермы. Выявляются расширенные сосуды, периваскулярный инфильтрат, состоящий из нейтрофилов, гистиоцитов и зозинофилов.

## Дифференциальный диагноз
Дифференциальный диагноз проводят с крапивницей, аллергическим дерматитом, болезнью Дюринга, флеботодермией, другими дерматозами.

## Течение и прогноз
Прогноз благоприятный. Заболевания как правило регрессирует после устранения причины. В результате расчёсывания может присоединяется стафилококковая инфекция, может произойти заражение клещевыми инфекциями и т. д.

## Иммунитет
При подкожном введении клещевого антигена образуются антитела, представленные иммуноглобулинами класса G, которые регистрируются в a2-, b2- и g-белковых фракциях сыворотки крови. При ингаляционной сенсибилизации синтезируются гемоцитотропные реагиновые антитела и агглютинины.

## Лечение
Кожу обрабатывают 20 % суспензией бензилбензоата по методу Демьяновича, антипаразитарными мазями (10-33 % серная, мазь Вилькинсона и др.). Перед началом лечения больному целесообразно принять горячий душ для механического удаления с поверхности кожи клещей, а также разрыхления поверхностного слоя эпидермиса (для облегчения проникновения препарата). После каждого вынужденного мытья рук необходимо их вновь обработать. Следует избегать попадания мази в глаза.

## Акародерматиты
- Аргазидозы
- Гамазоидозы
- Grocer's itch
- Дерманиссиоз
- Зерновая чесотка
- Змеиный клещевой дерматит
- Иксодиоз
- Крысиный клещевой дерматит
- Coolie itch
- Coprah itch
- Псевдосаркоптоз
- Rhipicephalosis
- Тромбидиаз
- Хейлетиеллёз
- Hyalommosis
- Эпидермоптоз